# ロング・ライダーズ
『ロング・ライダーズ』（The Long Riders）は、1980年に公開されたアメリカ合衆国の西部劇映画作品。アメリカに実在したジェシー・ジェイムズとその仲間による無法者集団（強盗団）の物語。
劇中に登場する兄弟4組（ジェイムズ、ヤンガー、ミラー、フォード）を、それぞれ全て実際に兄弟である俳優たちが演じた。

## ストーリー
南北戦争後のミズーリ州。ジェームズ=ヤンガー強盗団が､銀行や列車、駅馬車と我が者顔に荒らしまわっていた。メンバーは、フランク（ステイシー・キーチ）、ジェシー（ジェームズ・キーチ）のジェームズ兄弟。コール（デヴィッド・キャラダイン）、ジム（キース・キャラダイン）、ボブ（ロバート・キャラダイン）のヤンガー兄弟。そしてクレル（ランディ・クエイド）、エド（デニス・クエイド）のミラー兄弟。彼らは銀行を襲っては逃げ、恋人と過ごして傷を癒し、ほとぼりがさめるとまた次に鉄道を襲うといったことを繰り返していた。一行のリーダーで南部人ということで養父を殺されたジェシーはその強盗の対象を銀行か鉄道会社等に絞っていたため、人々はジェシーを“西部のロビン・フッド”と呼び喝采を送っていた。
彼らに手を焼いていた鉄道会社や州知事は、ピンカートン探偵社に彼らの掃討を依頼し、リクスビー（ジェームズ・ホイットモア・Jr.）がリーダーとして乗りこんでくる。彼の指示の下、厳しい捜索が開始され、まずヤンガー兄弟の従弟のジョンが探偵社の者と出くわし、無関係ながら射殺されることになる。だが探偵社側も二人殺され、報復にとジェームズ兄弟の実家を襲う。だがこれまた手違いから末の幼い子供のアーチーを殺してしまうこととなり、双方は泥沼の報復合戦となっていく。
探偵社に報復を加えて逃亡する身になるものの、元南軍の彼らにとっては、ミズーリには身内も支持者も多く、あちこちと隠れて過ごしていた。だが追及は厳しくなるばかりで、ついに各州に分散して身を隠すことになる。
時が経ち、資金も尽きた彼らはまたも集結し、次の銀行襲撃にと新しい仲間を加えてミネソタ州ノースフィールドに遠征する。しかし、時代は無法者の好きにばかりはさせていない。銀行襲撃に失敗し、町の住人との銃撃戦で大怪我を負ったヤンガー兄弟とミラーは、ジェームズ兄弟と別れて追っ手に投降する。ジェームズ兄弟は、ミズーリへと戻っていく。
そして探偵社は、ジェームズ兄弟との僅かなつながりのあるチャーリー（クリストファー・ゲスト）、ボブ（ニコラス・ゲスト）のフォード兄弟と、賞金をエサに手を結ぶ。
仕事の話と称してミズーリのジェシーの家を訪れたフォード兄弟は､背中を向けたジェシーを撃つ
。
弟の葬式と引き換えにフランクは自首し

、ジェームズ強盗団は名実共に壊滅する。

## スタッフ
- 監督 ウォルター・ヒル
- 製作 ティム・ジンネマン
- 製作総指揮 ジェームズ・キーチ、ステイシー・キーチ
- 脚本 ビル・ブライデン、スティーヴン・フィリップ・スミス、ステイシー・キーチ、ジェームズ・キーチ
- 撮影 リック・ウェイト
- 美術 ピーター・ロメロ
- 編集 デヴィッド・ホールデン
- 音楽 ライ・クーダー

## キャスト
| 役名                 | 俳優                         | 日本語吹替   | 日本語吹替 |
| 役名                 | 俳優                         | テレビ朝日版 |            |
| -------------------- | ---------------------------- | ------------ | ---------- |
| ジェシー・ジェームズ | ジェームズ・キーチ           | 堀勝之祐     |            |
| フランク・ジェームズ | ステイシー・キーチ           | 瑳川哲朗     |            |
| コール・ヤンガー     | デヴィッド・キャラダイン     | 羽佐間道夫   |            |
| ジム・ヤンガー       | キース・キャラダイン         | 樋浦勉       |            |
| ボブ・ヤンガー       | ロバート・キャラダイン       | 石丸博也     |            |
| クレル・ミラー       | ランディ・クエイド           | 玄田哲章     |            |
| エド・ミラー         | デニス・クエイド             | 谷口節       |            |
| ボブ・フォード       | ニコラス・ゲスト             | 麦人         |            |
| チャーリー・フォード | クリストファー・ゲスト       | 千田光男     |            |
| ベル・スター         | パメラ・リード               | 小原乃梨子   |            |
| リクスリー           | ジェームズ・ホイットモア・Jr | 池田勝       |            |
| レディック           | フェリス・オーランディ       | 渡部猛       |            |

- テレビ朝日版：初回放送1988年2月21日『日曜洋画劇場』
  - 解説：淀川長治、担当：猪谷敬二、演出：蕨南勝之、翻訳：たかしまちせこ、効果：猪飼和彦、調整：遠西勝三